# Turner Broadcasting System Poland
Turner Broadcasting System Poland – polski oddział amerykańskiego przedsiębiorstwa rozrywkowego Turner Broadcasting System, założony w 2008. Podlega jego europejskiej jednostce, Turner Broadcasting System Europe. Wchodzi w skład TVN Warner Bros. Discovery, polskiego oddziału koncernu Warner Bros. Discovery. Zajmuje się prowadzeniem kanału telewizyjnego Warner TV. Dawniej prowadził także kanały Cartoon Network, TCM, Boomerang i TNT.

## Geneza
Amerykański koncern telewizyjno-medialny Turner Broadcasting System został założony w 1965 przez Teda Turnera. W 1980 spółka uruchomiła pierwszy 24-godzinny kanał informacyjny, CNN. W 1985 kupiła wytwórnię filmową Metro-Goldwyn-Mayer (MGM), którą rok później sprzedała, jednak zachowała kontrolę nad jej dotychczasowym dorobkiem. W 1985 otwarła biuro europejskie, które prowadziło lokalną wersję CNN. W 1988 uruchomiła w Stanach kanał ogólnotematyczny TNT. W 1991 nabyła wytwórnię animacji Hanna-Barbera, a w 1993 wytwórnie filmowe New Line Cinema i Castle Rock Entertainment. W celu dystrybucji telewizyjnej posiadanych katalogów, kolejno w 1992 i 1994 uruchomiła w Stanach kanały telewizyjne: dziecięcy Cartoon Network oraz emitujący klasykę kina Turner Classic Movies (TCM). W 1993 powstały europejskie wersje Cartoon Network i TNT.
W 1996 Turner Broadcasting System został kupiony przez koncern rozrywkowy Time Warner. Od 1998 europejska wersja TNT zaczęła być zastępowana przez TCM. W 2000 spółka uruchomiła w Stanach i Europie drugi kanał dziecięcy, Boomerang, dedykowany animacjom studia Hanna-Barbera. W 2017 uruchomiła w Europie kanał filmowy Warner TV.
W 2018 amerykańskie przedsiębiorstwo telekomunikacyjne AT&T kupiło Time Warner i zmieniło jego nazwę na WarnerMedia. W wyniku reorganizacji spółki, w 2019 Turner Broadcasting System został wygaszony, a jego aktywa zostały przeniesione na inne jednostki zależne WarnerMedia. W 2022 WarnerMedia został został wydzielony z AT&T i dokonał fuzji z koncernem telewizyjnym Discovery, w wyniku której powstało przedsiębiorstwo Warner Bros. Discovery (WBD).

## Historia
1 czerwca 1998 europejski oddział Turner Broadcasting System uruchomił w Polsce kanały Cartoon Network i Turner Classic Movies (TCM). Funkcjonowały one na wspólnym przekazie, gdzie o godzinie 21 Cartoon Network zmieniał się w TCM. 5 czerwca 2005 został w Polsce uruchomiony Boomerang, początkowo nadawany w języku polskim i angielskim. 1 marca 2007 u wybranych operatorów zostały uruchomione odrębne, 24-godzinne kanały Cartoon Network i TCM. 1 lutego 2008 Boomerang rozpoczął nadawanie tylko w języku polskim.
W sierpniu 2008 został uruchomiony polski oddział Turner Broadcasting System z siedzibą w Warszawie. 6 października 2015 kanał TCM został w Polsce zastąpiony przez TNT, ponadto równocześnie został wygaszony łączony przekaz Cartoon Network i TCM. Od stycznia 2021, w wyniku Brexitu, kontrolę nad Cartoon Network i Boomerangiem przejęła siostrzana spółka wchodząca w skład WarnerMedia, HBO Polska  (wchodząca w skład HBO Europe), zaś ich koncesja została przeniesiona z Wielkiej Brytanii do Czech. 23 października 2021 TNT został zastąpiony przez lokalną wersję Warner TV.
W 2022, w wyniku powstania Warner Bros. Discovery, Turner Broadcasting System Poland wraz z pozostałymi polskimi aktywami WarnerMedia (HBO Polska i Warner Bros. Polska) stał się jednostką jego lokalnego oddziału, TVN Warner Bros. Discovery (TVN WBD). Warszawska siedziba spółki została przeniesiona z budynku Placu Trzech Krzyży do siedziby TVN WBD, Media Business Centre przy ulicy Wiertniczej.

## Prowadzone kanały telewizyjne
| Nazwa           | Logo                                       | Data uruchomienia                                     | Data zakończenia                               | Opis |
| Aktualne        | Aktualne                                   | Aktualne                                              | Aktualne                                       | Aktualne |
| --------------- | ------------------------------------------ | ----------------------------------------------------- | ---------------------------------------------- | --- |
| Warner TV       |                                            | 23 października 2021(dts)                             |                                                | Kanał emitujący głównie filmy i seriale z portfolio Warner Bros.                                                                |
| Dawne           |                                            |                                                       |                                                | |
| Cartoon Network |                                            | 1 czerwca 1998(dts) (współdzielony z TCM)             | 5 października 2015(dts) (współdzielony z TCM) | Kanał dla dzieci, emitujący seriale animowane. Od 2021 przeniesiony pod kontrolę HBO Polska.                                    |
| Cartoon Network | 1 marca 2007(dts) (jako samodzielny kanał) | 31 grudnia 2020(dts) (jako samodzielny kanał)         |                                                | Kanał dla dzieci, emitujący seriale animowane. Od 2021 przeniesiony pod kontrolę HBO Polska.                                    |
| TCM             |                                            | 1 czerwca 1998(dts) (współdzielony z Cartoon Network) | 5 października 2015(dts)                       | Kanał z klasyką filmową. Zastąpiony przez TNT.                                                                                  |
| TCM             | 1 marca 2007(dts) (jako samodzielny kanał) |                                                       | 5 października 2015(dts)                       | Kanał z klasyką filmową. Zastąpiony przez TNT.                                                                                  |
| Boomerang       |                                            | 5 czerwca 2005(dts)                                   | 31 grudnia 2020(dts)                           | Kanał dla dzieci emitujący seriale animowane. Od 2021 przeniesiony pod kontrolę HBO Polska. W 2023 zastąpiony przez Cartoonito. |
| TNT             |                                            | 6 października 2015(dts)                              | 22 października 2021(dts)                      | Kanał filmowo-serialowy. Zastąpiony przez Warner TV.                                                                            |